# Uncinula necator
Uncinula necator је гљива која изазива пепелницу грожђа. Врста је уобичајени патоген врста из рода Vitis, укључујући винову лозу Vitis vinifera. 

## Опис
Потиче из Северне Америке. Европске сорте Vitis vinifera су мање или више подложне овој гљиви. Инфицира зелено тково на виновој лози, укључујући листове, цветове, младе бобице. Може изазвати губитак усева и лош квалитет вина ако се не третира. 

## Домаћини и симптоми
Пепелница је углавном специфична за домаћина. Најосјетљивији домаћини овог патогена су врсте из  рода Vitis. Знаци пепелнице су широко и лако препознатљиви. Већина их се налази на горњим странама листова, међутим, али могу бити пристуни и на  наличју листа, пупољцима, цветовима, младим бобицама и стабљикама. Мицелија је сиво-беле боје, састоји се од конидија и конидиофора и прекрива већи део заражене биљке. Структуре које презимљују (хазмотеције) су сићушне, боја варира од беле, жућкастобраон до црне боје. Симптоми који се јављају као резултат инфекције укључују некрозу, заостајање у развоју, увијање листова и смањење квалитета произведеног грожђа.

## Циклус развића
Превлака на површини зараженог органа представља мицелију гљиве, на којој се образују органи за бесполно размножавање (конидије), а затим и плодоносна тела (клеистотеције). За површину домаћина мицелија се причвршћује израштајима или проширењима - апресоријама. Од њихове основе полазе хаусторије у виду танких израштаја који пробијају кутикулу листа и залазе у ћелије епидермиса и дубљих ткива. Упоредо са образовањем мицелије на површини органа домаћина формирају конидиофоре са једном или више конидија. Конидијски стадијум се назива Oidium tuckeri. Конидије се образују у великој количини и у неколико генерација у току вегетацијског периода. Лако се разносе ваздишним струјама и омогућавају ширење гљиве у великим пространствима. Способне су да клијају одмах после сазревања и отпадања са конидиофора. Није им потребна кап воде јер могу да клијају и при малој влажности ваздуха.
Циклус развића завршава се образовањем плодоносних тела. Она настају на површини мицелије, или су уроњена у њу. Њиховом настанку претходи полни процес, у коме се спајају двоћелијска антеридија и једноћелијски архикарп. Плодоносна тела представљају ситна лоптаста телашца. Она имају јасно диференциран зид, који се састоји из мање или више уочљивих ћелија. У почетку је жућкаст, касноје тамномрк до готово црн. Из спољашњих слојева перидије образују се израштаји, познати под различитим називима као што су: додаци, привесци, суспензори, суфулкре, apendix-i. Наставци су нитасти, обично се не разликују од хифа мицелије и са њом се преплићу. Већином су безбојни, светломрки, прости или неправилно разгранати и различити по дужини. Они у великој мери доприносе распрострањењу, али и задржавању плодоносних тела на супстрату.
У клеистотецијама се образују аскуси. У аскусима су две до осам аскоспора. Аскоспоре су једноћелијске, по правилу елипсоидне. Образују се у јесен или у пролеће, а одбацију активно, након разарања клеистотеције. После избацивања способне су да одмах клијају и изврше инфекцију.

## Важност
Болест погађа грожђе широм света, остављајући сва пољопривредна предузећа у опасности. Пепелница грожђа утиче на величину чокота, укупан принос плодова, као и на укус вина произведеног од зараженог грожђа. Болест такође може да изазове опадање цветова и неуспех у производњи плода.

## Синоними
Erysiphe necator Schwein. (1834)

## Галерија
- Конидиофори
- Клеистотеција